# Januar 2010
Portal Geschichte | Portal Biografien | Aktuelle Ereignisse | Jahreskalender | Tagesartikel

◄ |
20. Jahrhundert |
21. Jahrhundert

◄ |
1980er |
1990er |
2000er |
2010er
| 2020er | 2030er | 2040er

◄ |
2006 |
2007 |
2008 |
2009 |
2010
| 2011 | 2012 | 2013 | 2014 | ►

◄ |
Oktober 2009 |
November 2009 |
Dezember 2009 |
Januar 2010 |
Februar 2010 |
März 2010 |
April 2010 |
►
Dieser Artikel behandelt tagesbezogene Nachrichten und Ereignisse im Januar 2010.

## Tagesgeschehen

### Freitag, 1. Januar 2010

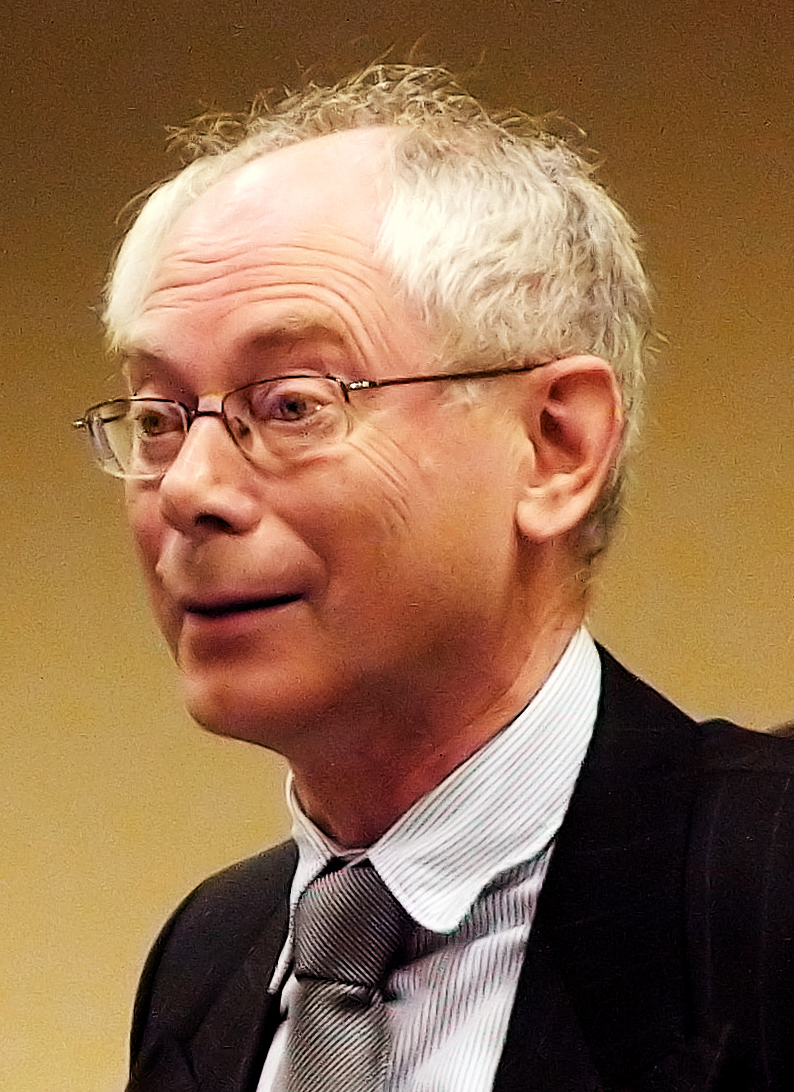
Herman Van Rompuy

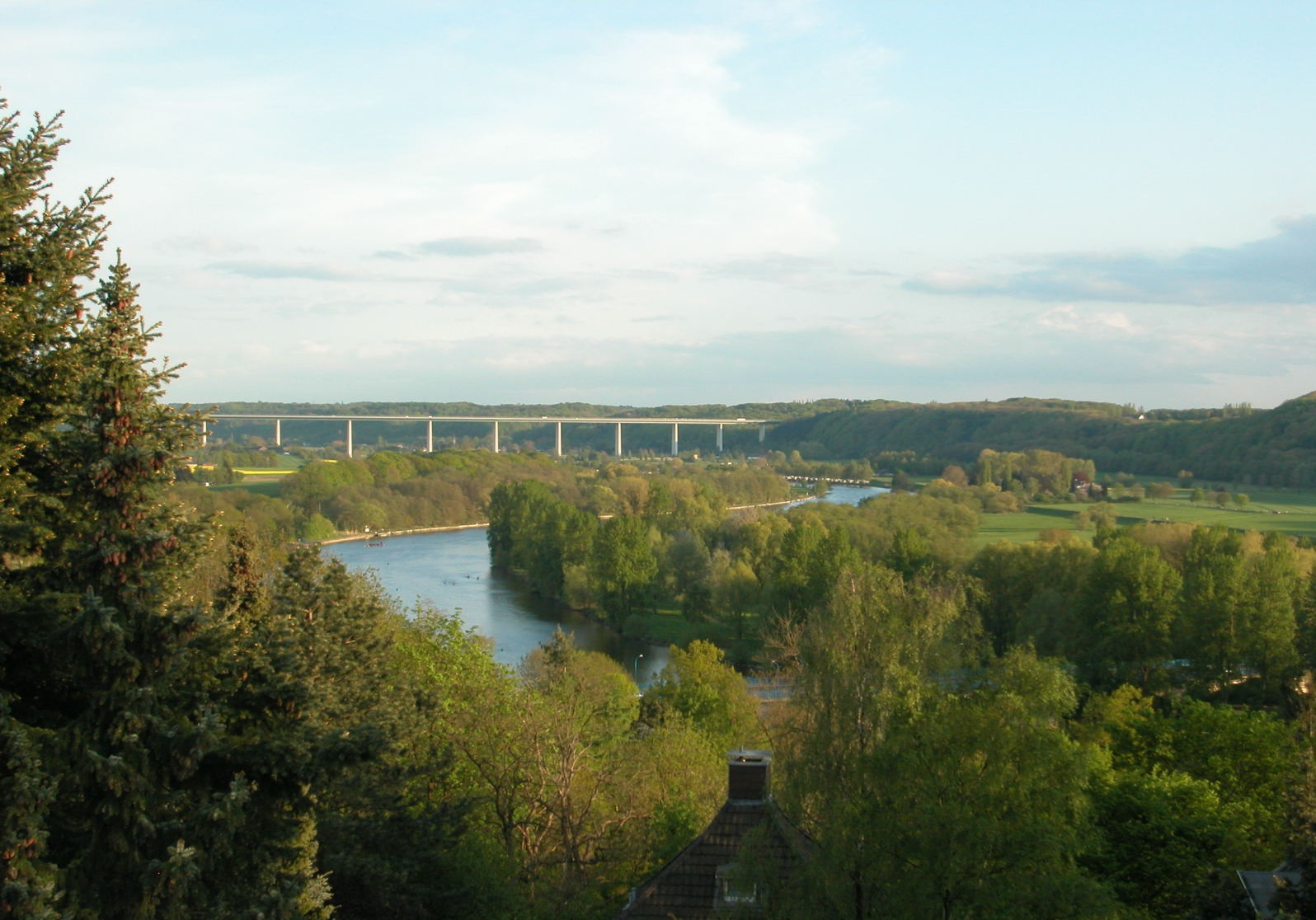
Die Ruhr bei Mülheim, Teil der Kulturhauptstadt

Freihandelszone ASEAN-China

- Berlin/Deutschland: Für Entgeltabrechnungen treten die Regelungen zum ELENA-Verfahren in Kraft und verpflichten Arbeitgeber zur elektronischen Meldung der Abrechnungen an eine zentrale Stelle. Ab 2012 sollte das Verfahren die bisherigen Meldungen ersetzen.[1]
- Bern/Schweiz: Die CVP-Politikerin Doris Leuthard übernimmt turnusgemäß das Amt der Bundespräsidentin.[2]
- Brüssel/Belgien, Madrid/Spanien: Infolge des Vertrags von Lissabon wird die Präsidentschaft des Rats der Europäischen Union (EU) ab heute zwischen einem EU-Mitgliedstaat sowie einem gewählten EU-Ratspräsidenten aufgeteilt. Spanien übernimmt von Schweden für ein halbes Jahr die EU-Ratspräsidentschaft und teilt sich diese mit dem Ende letzten Jahres ins Amt gewählten Belgier Herman Van Rompuy.[3][4]
- Deutschland: In den Städten Bonn, Heidelberg, Freiburg im Breisgau, Münster, Osnabrück und Pfinztal gelten ab heute Umweltzonen. Die Städte Berlin und Hannover weiten ihre bestehenden Umweltzonen aus.[5]
- Ilha Grande/Brasilien: Bei der Zerstörung eines Hotels durch einen Erdrutsch kommen mindestens 20 Menschen ums Leben.[6]
- Istanbul/Türkei, Pécs/Ungarn, Ruhrgebiet/Deutschland: Die Kulturhauptstädte Europas erstrecken sich in diesem Jahr über drei Länder und mit dem Ruhrgebiet ist ungewöhnlicher Weise eine Agglomeration ohne zentrale Stadt darunter.[7][8][9]
- Kap Denison/Antarktika: Australische Forscher entdecken das Wrack des einmotorigen Flugzeugs vom Typ Vickers der Australasiatischen Antarktisexpedition des Jahres 1911 unter Leitung des Geologen Douglas Mawson.[10]
- Lakki Marwat/Pakistan: Bei einem Selbstmordanschlag auf einem Sportplatz sterben mindestens 95 Menschen.[11]
- New York/Vereinigte Staaten: Brasilien, Bosnien-Herzegowina, Gabun, der Libanon und Nigeria werden neue nichtständige Mitglieder im Sicherheitsrat der Vereinten Nationen.[12]
- Ostasien: Das Freihandelsabkommen zwischen der Volksrepublik China und der Internationalen Organisation südostasiatischer Staaten ASEAN tritt in Kraft.[13]
- Pjöngjang/Nordkorea: In seiner Neujahrsansprache kündigt Diktator Kim Jong-il die Verbesserung der Beziehungen zu den Vereinigten Staaten, die Friedenssicherung in Korea und die Abschaffung von Kernwaffen auf der Halbinsel an.[14]
- Wien/Österreich: Das Eingetragene Partnerschaft-Gesetz tritt in Kraft, das gleichgeschlechtlichen Paaren erlaubt zu heiraten.[15]

### Samstag, 2. Januar 2010
- London/Vereinigtes Königreich, Washington, D.C./Vereinigte Staaten: Die Regierungen beider Staaten beschließen die Unterstützung des Jemen und Somalias in Ergänzung ihrer militärischen Bestrebungen unter dem Schlagwort „Krieg gegen den Terror“. Die Planung des versuchten Anschlags auf ein Passagierflugzeug auf dem Weg von Amsterdam in den Niederlanden nach Detroit in den Vereinigten Staaten im Dezember 2009 geht laut US-Präsident Barack Obama auf den jemenitischen Ableger der Terrororganisation Al-Qaida zurück.[16][17]

### Sonntag, 3. Januar 2010
- Lima/Peru: Der Oberste Gerichtshof weist die Revision des ehemaligen Staatspräsidenten Alberto Fujimori zurück und bestätigt die Verurteilung wegen des Einsatzes von Todesschwadronen zu 25 Jahren Haft.[18]

### Montag, 4. Januar 2010

Burj Khalifa

- Chihuahua/Mexiko: Im Drogenkrieg im Bundesstaat Chihuahua werden binnen 24 Stunden 29 Menschen erschossen, die meisten von ihnen in der Ciudad Juárez.[19]
- Dubai/Vereinigte Arabische Emirate: Der Burj Khalifa, der während der Bauphase noch als „Burj Dubai“ bezeichnet wurde und das höchste Gebäude der Welt ist, wird eröffnet. Zeitgleich wird die Gebäudehöhe von 828 m offiziell bekanntgegeben.[20]

### Mittwoch, 6. Januar 2010
- Bischofshofen/Österreich: Bei der 58. Vierschanzentournee steht der österreichische Skispringer Andreas Kofler zum ersten Mal auf Rang 1 des Endklassements. Der Finne Janne Ahonen ist Zweiter.[21][22]

### Donnerstag, 7. Januar 2010

Logo von Galileo

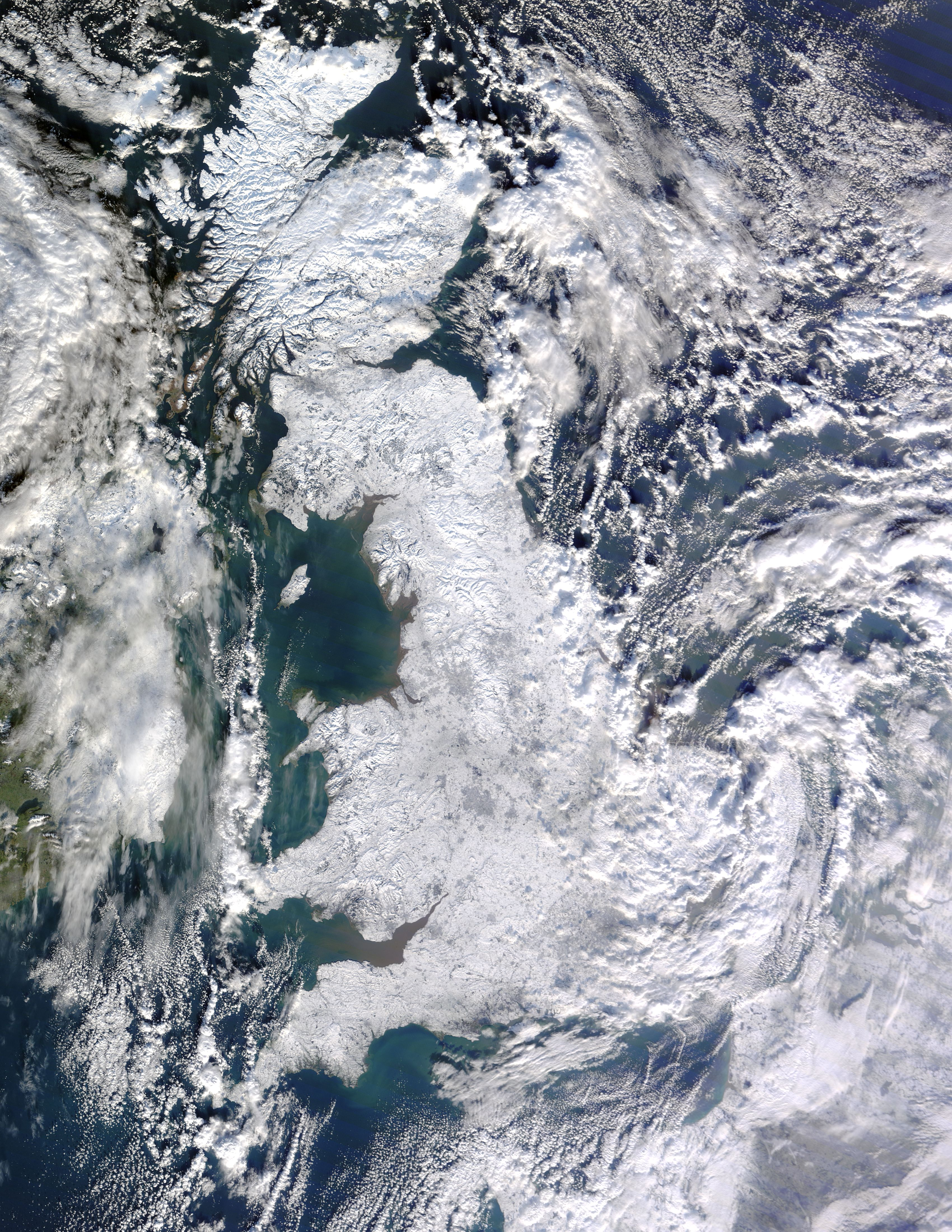
Großbritannien ist zurzeit fast vollständig mit Schnee bedeckt

- Brüssel/Belgien: Die Kommission der Europäischen Union vergibt die ersten Aufträge, die zur Errichtung des Globalen Navigationssatellitensystems Galileo ausgeschrieben waren, an die Unternehmen OHB und Thales Alenia Space. Bis 2014 soll das System fertiggestellt sein.[23]
- Europa: Die Temperaturen auf dem Kontinent liegen, abgesehen vom Norden Skandinaviens, zwischen 1 °C und 5 °C unterhalb der Vergleichswerte der letzten Jahrzehnte. Im Vereinigten Königreich führt starker Schneefall zur vorübergehenden Schließung von rund 8.000 Schulen.[24][25]
- Nag Hammadi/Ägypten: Das Nag-Hammadi-Massaker, ein Massaker an koptischen Christen, findet nach der Mitternachtsmesse vor einer Kirche statt. Dabei kommen acht Kirchenbesucher ums Leben. Die Kopten begingen am 6. Januar ihr Weihnachtsfest.[26]

### Freitag, 8. Januar 2010
- Cabinda/Angola: Die Togoische Fußballnationalmannschaft gerät bei der Anreise zur Afrikameisterschaft 2010 in ein Maschinengewehrfeuer. Dabei sterben drei Menschen. Neun Mitglieder der togoischen Delegation werden verletzt, darunter die Nationalspieler Kodjovi Obilalé und Serge Akakpo. Daraufhin sagt Togo die Teilnahme am Kontinentalturnier ab.[27]
- London/Vereinigtes Königreich: Die Liegenschaftsverwaltung vergibt neun Flächen für den Bau von Offshore-Windparks mit 25 Gigawatt Gesamtkapazität. Das entspricht der installierten Leistung von etwa 25 Atomkraftwerken.[28]

### Samstag, 9. Januar 2010
- Chemnitz/Deutschland: Michael Wendler gewinnt die Krone der Volksmusik.

### Sonntag, 10. Januar 2010

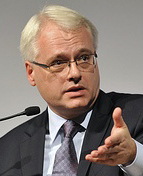
Ivo Josipović

- Jerusalem/Israel: Ministerpräsident Benjamin Netanjahu bewilligt den Plan des Verteidigungsministeriums zum Bau eines Zauns mit Sicherungsanlagen entlang der Grenze zwischen Ägypten und dem Gazastreifen.[29]
- Luanda/Angola: Gastgeber Angola spielt im Eröffnungsspiel der 27. Fußball-Afrikameisterschaft 4:4 gegen Mali.[30]
- Mecklenburg-Vorpommern, Schleswig-Holstein/Deutschland, Swinemünde/Polen: Mit teilweise sehr hohen Windgeschwindigkeiten fegt das Sturmtief Daisy über die Ostseeküste und löst dabei große Schneeverwehungen und eine Sturmflut aus.[31][32][33]
- Hildesheim/Deutschland: Der Hildesheimer Dom, welches zum UNESCO-Welterbe gehört, wird für eine viereinhalbjährige Generalsanierung geschlossen.
- Paris/Frankreich: Bei Referenden in den Überseegebieten Französisch-Guayana und Martinique stimmen die Bewohner gegen mehr Autonomie vom Mutterland.[34]
- Zagreb/Kroatien: Die Stichwahl um das Amt des Präsidenten gewinnt Ivo Josipović vor seinem Herausforderer Milan Bandić.[35]

### Montag, 11. Januar 2010
- Seoul/Südkorea: Die Regierung gibt ihre Pläne für den Bau der neuen „Wissenschaftsstadt“ Sejong für 500.000 Einwohner in der Nähe der Hauptstadt Seoul bekannt. Sejong war ursprünglich als neue Hauptstadt geplant.[36]

### Dienstag, 12. Januar 2010

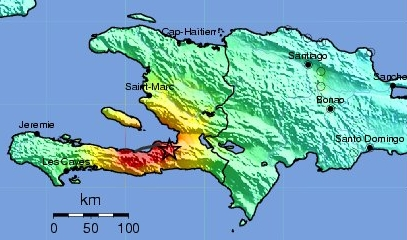
Schematische Darstellung des Erdbebens in Haiti

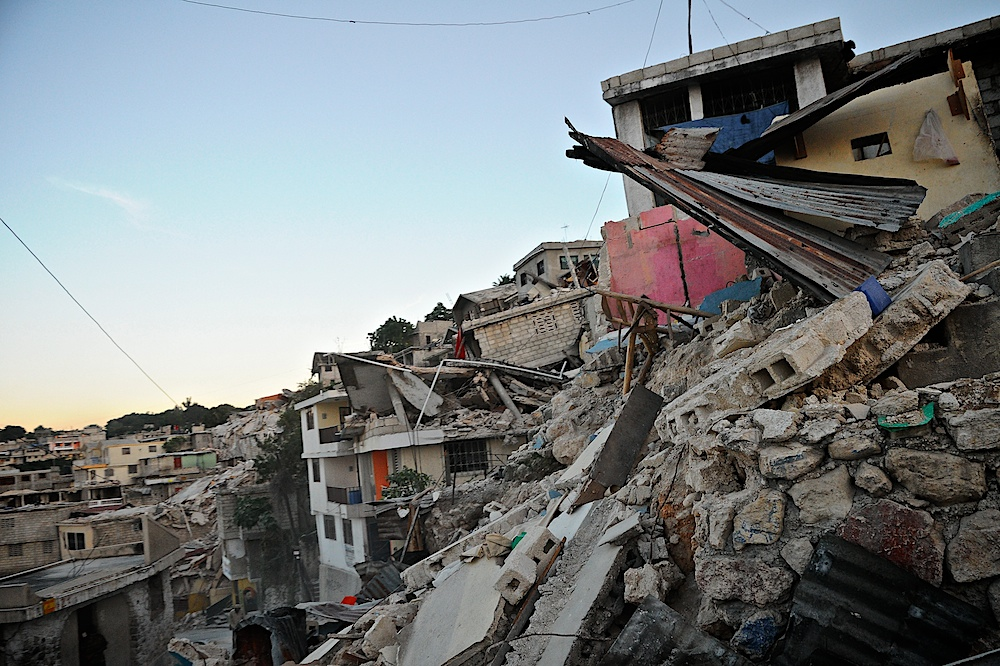
Zerstörungen in Port-au-Prince

- Chișinău/Moldawien: Moldawien und die Europäische Union treten in Assoziierungsgespräche ein, deren Ziel sogenannte „autonome Handelspräferenzen“ für das Land in Südosteuropa sind.[37]
- Département Ouest/Haiti: Den Karibikstaat erschüttert ein schweres Erdbeben der Stärke 7,0 Mw. Das Epizentrum liegt 25 km südwestlich der Hauptstadt Port-au-Prince. Angesichts der Schäden und nach ersten Meldungen aus den Départments Nippes, Ouest und Sud-Est wird angenommen, dass über 100.000 Menschen zu Tode kamen.[38][39]
- Teheran/Iran: Der Atomphysiker Massud Ali-Mohammadi wird durch einen ferngezündeten Sprengsatz getötet. Die Regierung beschuldigt die Vereinigten Staaten und Israel, in das Attentat verwickelt zu sein.[40]

### Mittwoch, 13. Januar 2010
- Jerusalem/Israel: Die Türkei droht mit dem Abzug ihres Botschafters Ahmet Oğuz Çelikkol wegen „unangemessener Behandlung“ durch den israelischen Vize-Außenminister Danni Ajalon. Dieser entschuldigt sich dafür, dass er Çelikkol bei einem Treffen einen niedrigeren Sitz als den eigenen zuwies und dass kein Handschlag erfolgte. Der türkische Film Tal der Wölfe sorgte zuvor für diplomatische Spannungen zwischen beiden Ländern.[41]

### Freitag, 15. Januar 2010

Verlauf der Sonnenfinsternis

- Afrika, Asien: Von Afrika und Asien aus kann die längste ringförmige Sonnenfinsternis binnen 1.000 Jahren beobachtet werden. An einem Punkt im Indischen Ozean südwestlich der Malediven erreicht die Verdunklung der Sonne mit 11 Minuten und 10 Sekunden ihr zeitliches Maximum.[42]
- Berlin, Salzgitter/Deutschland: Das Bundesministerium für Umwelt und das Bundesamt für Strahlenschutz empfehlen die Überführung von mehr als 120.000 Behältern mit radioaktiven Abfällen aus der einsturzgefährdeten Schachtanlage Asse im niedersächsischen Landkreis Wolfenbüttel in den Schacht Konrad, ein stillgelegtes Eisenerz-Bergwerk in Salzgitter.[43]
- Bonn/Deutschland: Das Bundesamt für Sicherheit in der Informationstechnik warnt vor einer Sicherheitslücke im Webbrowser Internet Explorer des Unternehmens Microsoft. Die Behörde nimmt an, dass diese kritische Stelle auch am 13. Januar 2010 zu einem Hackerangriff auf die Websuchmaschine Google und auf die Dienste sowie Websites anderer Unternehmen genutzt wurde.[44]
- Moskau/Russland: Die Duma stimmt nach jahrelanger Blockade der Reform des Europäischen Gerichtshofs für Menschenrechte im französischen Straßburg zu.[45]

### Samstag, 16. Januar 2010
- Buenos Aires/Argentinien: Der spanische VW-Pilot Carlos Sainz senior gewinnt zum ersten Mal in seiner Karriere die Rallye Dakar.[46]

### Sonntag, 17. Januar 2010
- Bagdad/Irak: Der als „Chemie-Ali“ bekannte Ali Hasan al-Madschid wird für seine Rolle beim Giftgasangriffs auf die kurdische Stadt Halabdscha im Jahr 1988, durch den rund 5.000 Menschen starben, zum Tode verurteilt.[47]
- Beverly Hills/Vereinigte Staaten: Bei der Verleihung der 67. Golden Globe Awards werden die Spielfilme Avatar – Aufbruch nach Pandora, Crazy Heart und Oben mit je zwei Preisen ausgezeichnet. Der Film Das weiße Band – Eine deutsche Kindergeschichte des österreichischen Regisseurs Michael Haneke gewinnt in der Kategorie Bester fremdsprachiger Film und der Österreicher Christoph Waltz den Preis als Bester Nebendarsteller.[48]
- Kiew/Ukraine: Im ersten Wahlgang der Präsidentschaftswahlen erhält keiner der Kandidaten die notwendige absolute Mehrheit. Zur Stichwahl am 7. Februar werden Wiktor Janukowytsch von der Partei der Regionen und die amtierende Ministerpräsidentin Julija Tymoschenko vom Blok Juliji Tymoschenko antreten.[49]
- Santiago/Chile: Die Stichwahl um das Amt des Präsidenten gewinnt der konservative Sebastián Piñera von der Partei Nationale Erneuerung gegen seinen Herausforderer Eduardo Frei Ruiz-Tagle von der Koalition der Parteien für die Demokratie mit 52 % der Wählerstimmen.[50]

### Montag, 18. Januar 2010

Logo des neuen öffentlich-rechtlichen Programms

- Augsburg/Deutschland: Vor dem Landgericht beginnt der Prozess gegen den Rüstungslobbyisten Karlheinz Schreiber. Die Anklage lautet auf Bestechung, Beihilfe zur Untreue, gemeinschaftlichen Betrug und Steuerhinterziehung.[51]
- Berlin/Deutschland: Bei einer Sitzung des Kabinetts von Bundeskanzlerin Angela Merkel ist der israelische Ministerpräsident Benjamin Netanjahu zu Gast. Im Anschluss kündigen beide Seiten die Intensivierung der wirtschaftlichen Beziehungen an und stellen dem Iran im Atomstreit Sanktionen in Aussicht, wenn er auf seiner aktuellen Position verharren sollte.[52]
- Kabul/Afghanistan: Bei einem Angriff der Taliban auf das Regierungsviertel werden zwölf Menschen getötet und 71 weitere verletzt, während Präsident Hamid Karzai 14 seiner Minister vereidigt. Infolgedessen kündigt der Präsident die Überprüfung des Sicherheitsplanes für die Hauptstadt an.[53]
- Köln/Deutschland: Der öffentlich-rechtliche Rundfunksender Deutschlandradio startet mit DRadio Wissen sein drittes Vollprogramm. Der auf Nachrichten und Wissenschaft spezialisierte Hörfunksender wird über DAB, DRM und als Livestream verbreitet.[54]
- Sincan/Türkei: Mehmet Ali Ağca, der am 13. Mai 1981 ein Attentat auf Papst Johannes Paul II. verübte, wird aus der Haft entlassen.[55]

### Dienstag, 19. Januar 2010

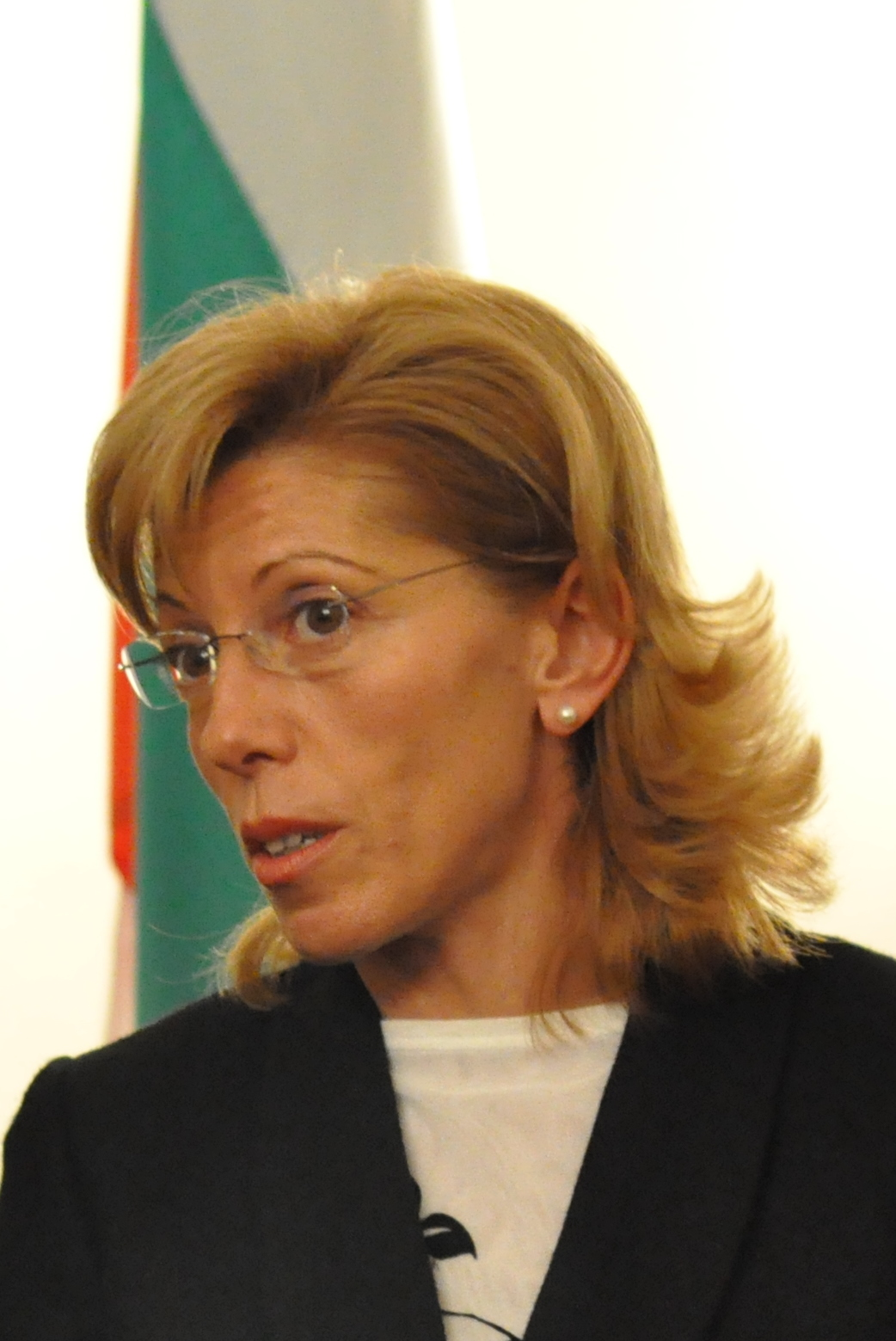
Rumjana Schelewa

- Boston/Vereinigte Staaten: Bei den Gouverneurswahlen in Massachusetts wird der Republikaner Scott Brown zum Nachfolger des im Sommer 2009 verstorbenen demokratischen Senators Ted Kennedy gewählt. Damit verlieren die Demokraten die Stimmenmehrheit im Senat.[56]
- Brüssel/Belgien: Die Bulgarin Rumjana Schelewa, die im Verdacht steht, Nebeneinkünfte verschwiegen zu haben, zieht ihre Kandidatur für die Kommission der Europäischen Union zurück und tritt von ihrem Amt als bulgarische Außenministerin zurück.[57]
- Brüssel/Belgien: Die Finanzminister der 27 Mitgliedstaaten stimmen dem gemeinsamen Vorgehen gegen Steuerbetrüger zu.[58]
- Conakry/Guinea: 13 Monate nach dem Militärputsch wird der Oppositionspolitiker Jean-Marie Doré mit der Bildung einer Übergangsregierung und der Vorbereitung freier Wahlen beauftragt.[59]
- Teheran/Iran: Dem Angebot des Sicherheitsrats der Vereinten Nationen, Uran in Frankreich und Russland anzureichern, erteilt die iranische Regierung eine Absage.[60]
- Tokio/Japan: Die Fluggesellschaft Japan Airlines meldet Insolvenz an, die Regierung des Landes will die Fluggesellschaft bei der „Wiedergeburt“ unterstützen.[61]
- Wiesbaden/Deutschland: Für die Gesellschaft für deutsche Sprache ist der Begriff „betriebsratsverseucht“ das Unwort des Jahres 2009.[62]

### Mittwoch, 20. Januar 2010
- Amsterdam/Niederlande: Der Prozess gegen den rechtspopulistischen Politiker Geert Wilders beginnt. Der Vorwurf lautet Anstiftung zu Hass. Die Anklage gründet sich u. a. auf die Tatsache, dass Wilders den Koran mit dem Buch Mein Kampf von Adolf Hitler verglich.[63]
- Dubai/Vereinigte Arabische Emirate: Ein ranghohes Mitglied der palästinensischen Terrororganisation Hamas, Mahmud al-Mabhuh, wird in einem Hotelzimmer tot aufgefunden. Die Emirate verdächtigen in diesem Fall den israelischen Nachrichtendienst Mossad des Mords.[64]
- Jos/Nigeria: Seit Sonntag kamen bei Ausschreitungen zwischen Christen und Muslimen mindestens 149 Menschen ums Leben. Daraufhin entsendet Vizepräsident Goodluck Jonathan Soldaten in die Krisenregion.[65]
- Neapel/Italien: Bei einer großangelegten Razzia gegen die Camorra nimmt die Polizei 80 Verdächtige fest und beschlagnahmt 65 Betriebe, 210 Gebäude und 160 Fahrzeuge im Gesamtwert von rund 80 Millionen Euro. Zudem werden über 600 Bankkonten gesperrt.[66]

### Donnerstag, 21. Januar 2010
- Brüssel/Belgien: Die Europäische Kommission genehmigt die Übernahme des amerikanischen Soft- und Hardwareherstellers Sun Microsystems durch den ebenfalls amerikanischen Konkurrenten Oracle ohne Auflagen.[67]
- Luanda/Angola: Das Parlament stimmt für den Neuentwurf der Verfassung, der u. a. die Wahl des Präsidenten durch das Parlament anstatt durch das Volk vorsieht.[68]
- Rüsselsheim/Deutschland: Der Betriebsrat des Kfz-Herstellers Opel bestätigt die Schließung des Werkes im belgischen Antwerpen.[69]
- Vilnius/Litauen: Außenminister Vygaudas Ušackas gibt infolge der Auseinandersetzungen mit Präsidentin Dalia Grybauskaitė über geheime Gefängnisse des US-Nachrichtendienstes CIA in Litauen seinen Rücktritt bekannt.[70]

### Freitag, 22. Januar 2010

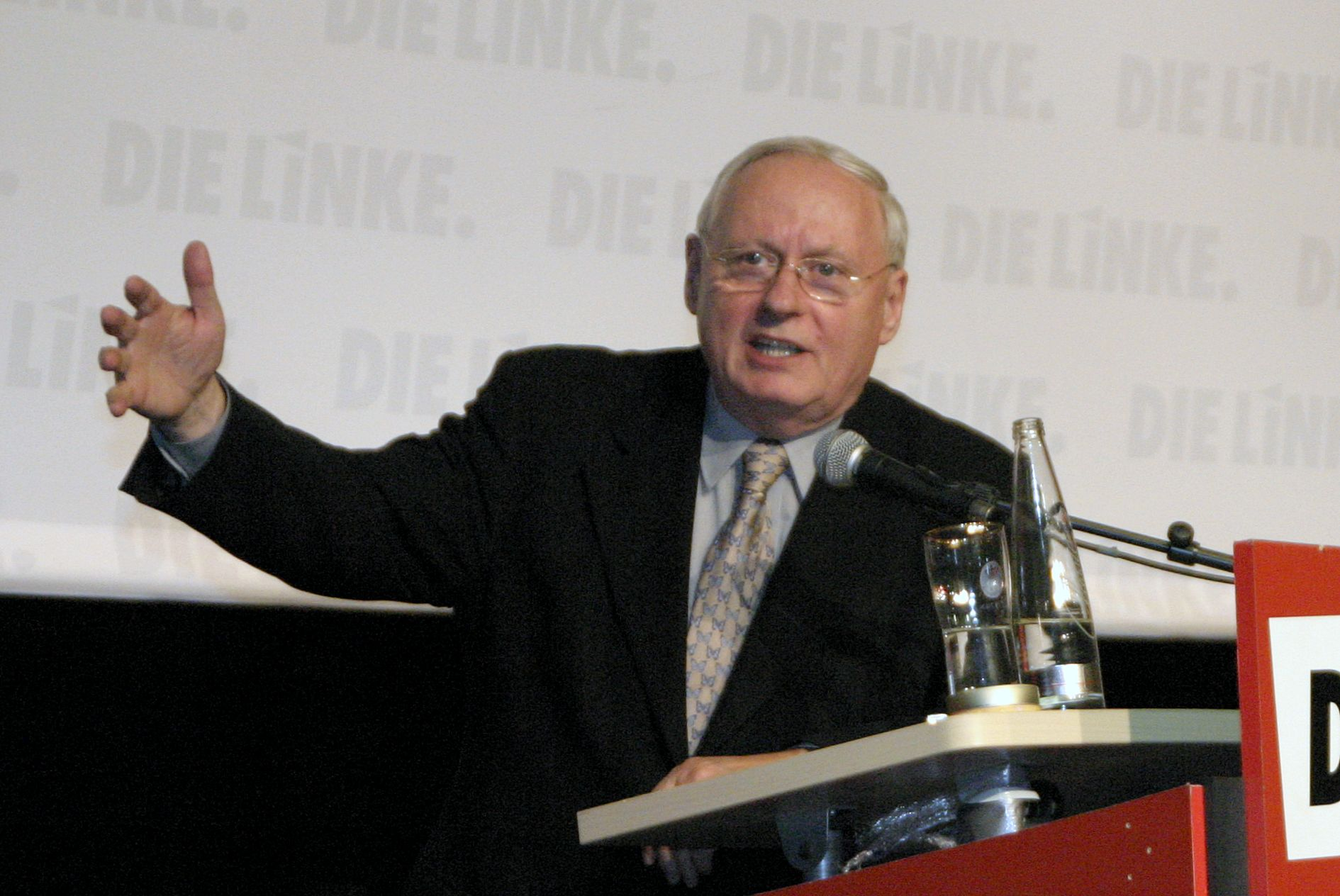
Oskar Lafontaine

- Berlin/Deutschland: Oskar Lafontaine kündigt an, die Bundespolitik im Mai aus gesundheitlichen Gründen zu verlassen. Er will dann sein Bundestagsmandat zurück- und den Parteivorsitz der Linken abgeben.[71]
- Niš/Serbien: Bischof Irinej wird zum neuen Patriarchen der serbisch-orthodoxen Kirche gewählt.[72]

### Samstag, 23. Januar 2010

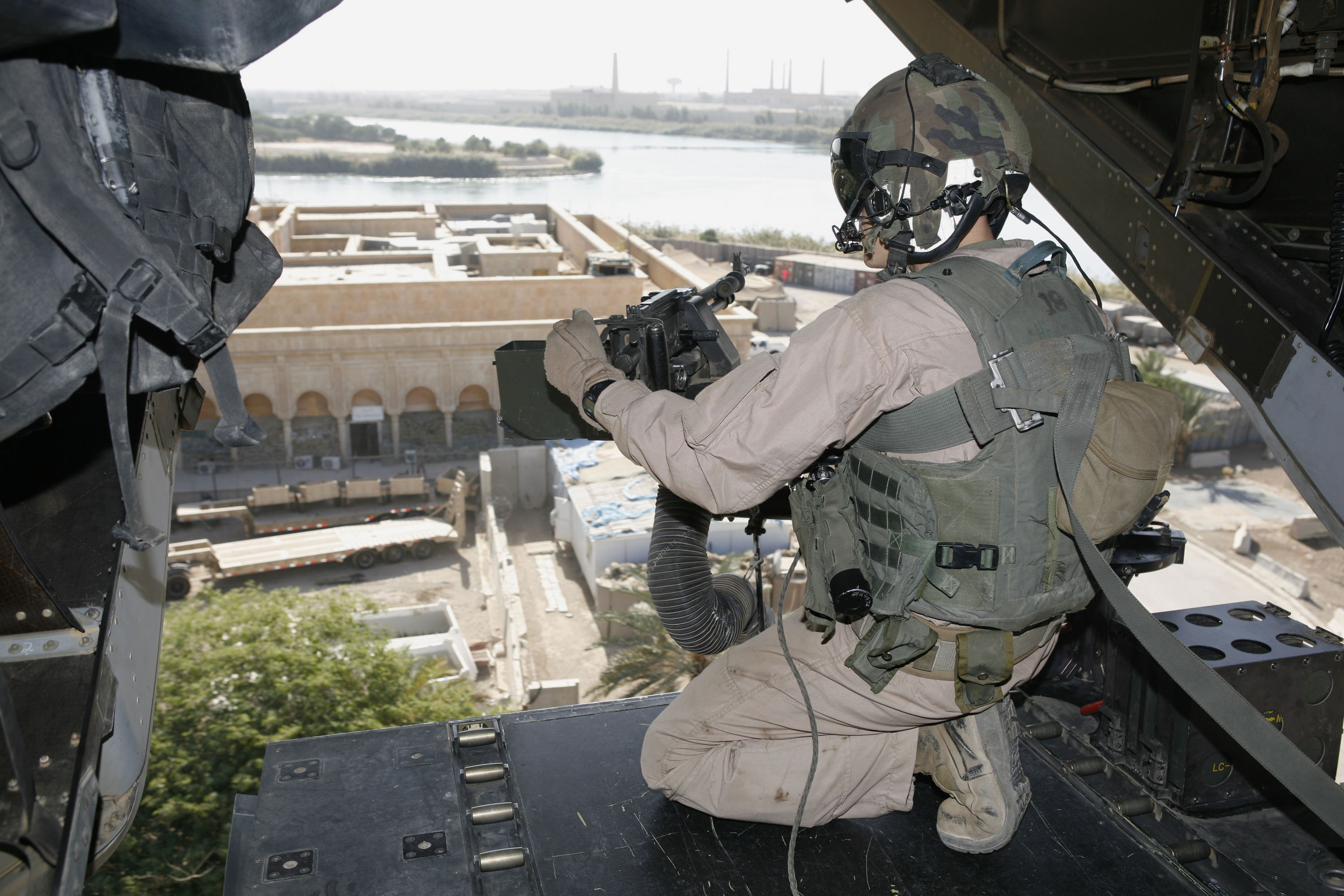
US Marine Corps im Einsatz im Irak (2007)

- Ramadi/Irak: Nach fast sieben Jahren beendet die Marineinfanterie der Kriegsmarine der Vereinigten Staaten ihren Einsatz im Land.[73]
- Tegucigalpa/Honduras: Der im Juni 2009 entmachtete Präsident Manuel Zelaya erklärt sich bereit, in die Dominikanische Republik auszureisen. Er befindet sich zurzeit in der Botschaft Brasiliens und möchte „erst nach einer nationalen Aussöhnung“ zurückkehren.[74]

### Sonntag, 24. Januar 2010

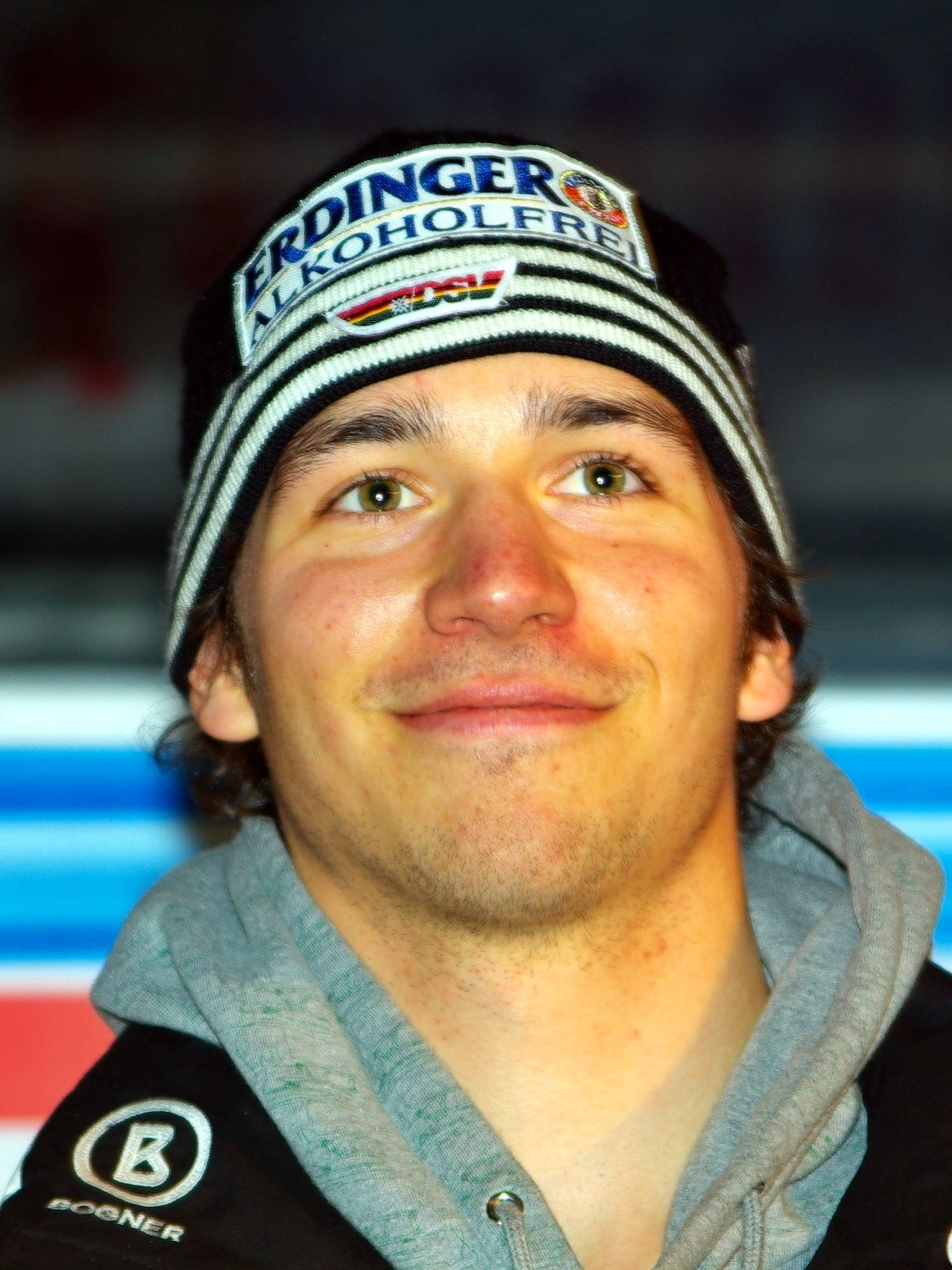
Felix Neureuther

- Kitzbühel/Österreich: 31 Jahre nach seinem Vater Christian Neureuther gewinnt Felix Neureuther den Slalom am Ganslernhang.[75]

### Montag, 25. Januar 2010
- Bagdad/Irak: Der Irak vollstreckt das Todesurteil gegen Ali Hasan al-Madschid wegen des Giftgasangriffs auf Halabdscha im Jahr 1988. Der Hingerichtete wurde landläufig als „Cousin“ des diktatorischen irakischen Staatsoberhaupts Saddam Hussein bezeichnet.[76]
- Basseterre/St. Kitts und Nevis: Die St Kitts and Nevis Labour Party, geführt von Denzil Douglas, gewinnt für eine vierte Legislaturperiode die Regierungsmehrheit.[77]
- Beirut/Libanon: Nach dem Start stürzt Ethiopian-Airlines-Flug 409 mit 90 Menschen an Bord ins Mittelmeer.[78]
- Traunreut/Deutschland: Im Ortsteil Stein an der Traun wird ein etwa 100 Jahre altes Wohnhaus durch einen Felssturz zerstört. Zwei der vier Bewohner sterben.[79]

### Dienstag, 26. Januar 2010
- Colombo/Sri Lanka: Die Präsidentschaftswahl gewinnt der amtierende Präsident Mahinda Rajapaksa von der Freiheitspartei.[80]
- Paris/Frankreich: Eine parteiübergreifende Kommission der Nationalversammlung empfiehlt ein Verschleierungsverbot in öffentlichen Einrichtungen. Trägerinnen der Burka oder des Niqab sollen in Behörden keine Dienste mehr in Anspruch nehmen können. Der Abschlussbericht bezeichnet Vollverschleierung als „Prescription Non Islamique“ (deutsch „nicht-islamische Vorschrift“).[81]

### Mittwoch, 27. Januar 2010

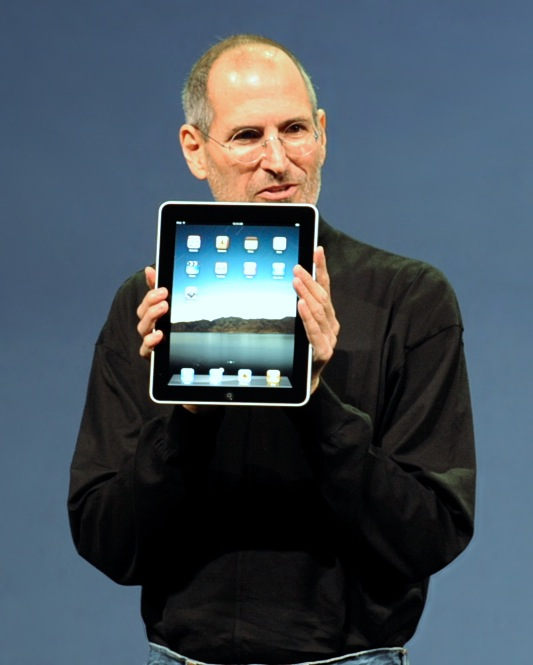
Steve Jobs präsentiert das iPad

- Caracas/Venezuela: Die Bolivarianische Allianz für Amerika führt die mittel- und südamerikanische Regionalwährung Sucre als zwischenstaatliche Rechnungswährung ein.[82]
- Pazifik: An der Seegrenze zwischen Nord- und Südkorea im Gelben Meer kommt es zu wechselseitigem Artillerie- und Kanonenbeschuss.[83]
- San Francisco/Vereinigte Staaten: Der CEO des Hard- und Softwareherstellers Apple Inc. Steve Jobs stellt das iPad vor. Es ist das erste Gerät, dessen Abmessungen größer sind als die eines Smartphones, aber noch immer wesentlich kleiner als die eines Notebooks.[84]

### Donnerstag, 28. Januar 2010

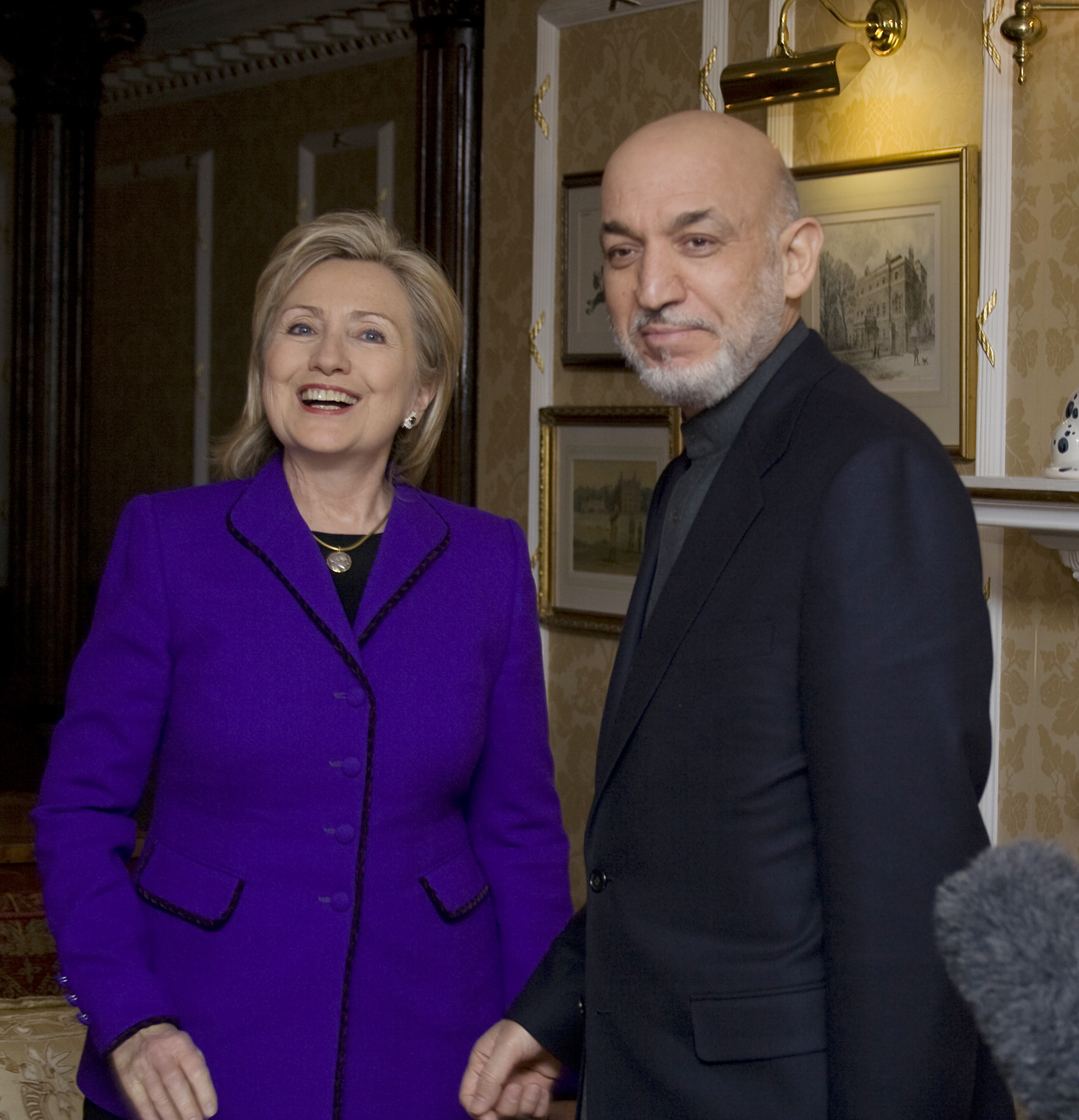
US-Außenministerin Hillary Clinton, Hamid Karzai

- London/Vereinigtes Königreich: Auf einer Konferenz über die Zukunft Afghanistans werden zusätzliche militärische und zivile Bemühungen vereinbart, um eine größere Stabilität des Landes zu erreichen. Die Hauptakteure bleiben die Internationale Sicherheitsunterstützungstruppe und die Vereinten Nationen. Die Teilnehmer befürworten auf Ersuchen des afghanischen Präsidenten Hamid Karzai zum ersten Mal einen Dialog zwischen dessen Regierung und der Terrororganisation der Taliban.[85]
- Paris/Frankreich: Der ehemalige Premierminister Dominique de Villepin wird von dem Vorwurf einer verleumderischen Denunziation gegen Präsident Nicolas Sarkozy im Zusammenhang mit der Affäre Clearstream II freigesprochen.[86]
- Teheran/Iran: Die Regierung vollstreckt die Todesurteile gegen zwei Oppositionelle, die an den Protesten nach den Präsidentschaftswahlen 2009 teilnahmen, und verurteilt neun weitere Oppositionsanhänger zum Tod.[87]

### Freitag, 29. Januar 2010

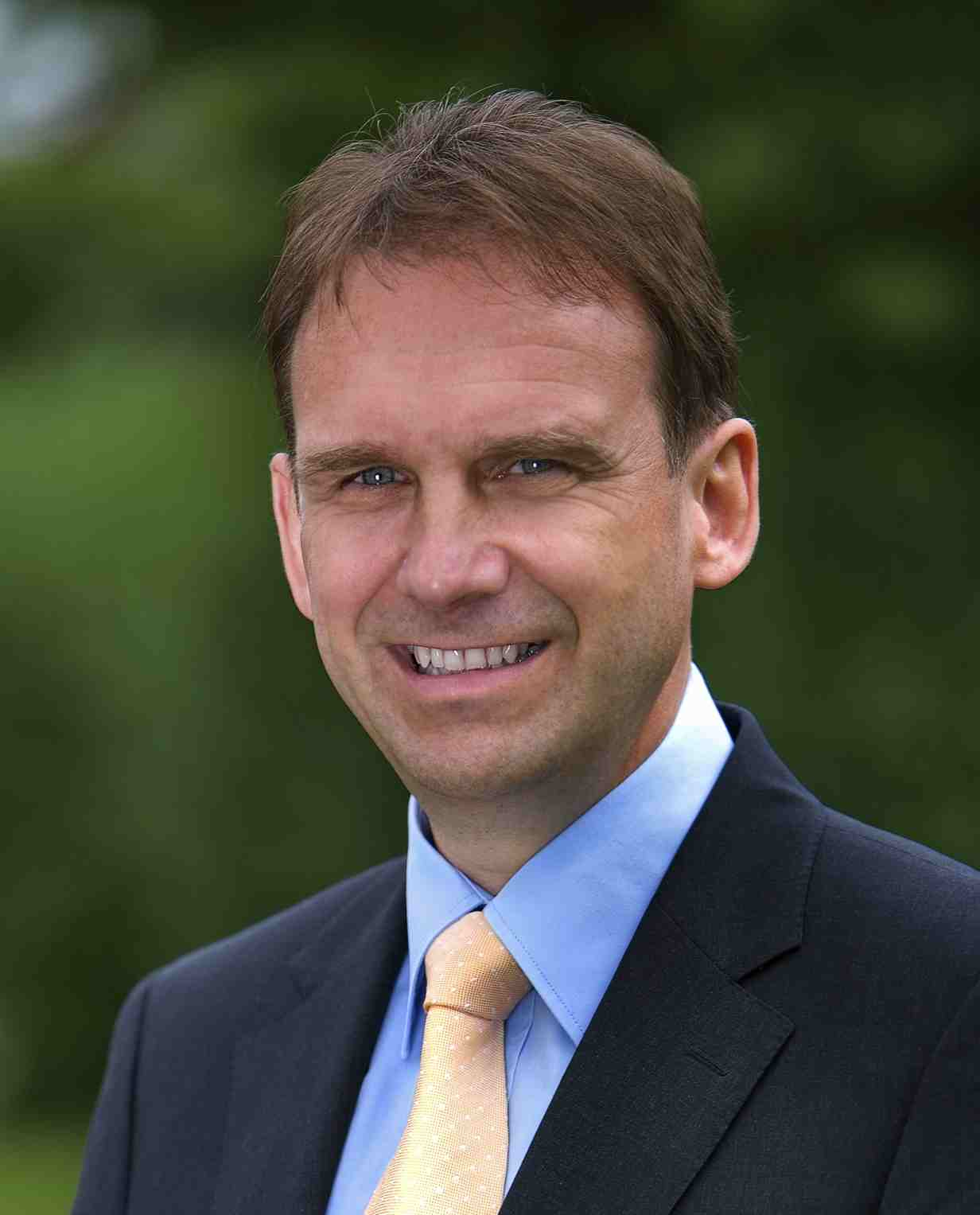
Dieter Althaus

Logo von Toyota

- Bonn/Deutschland: Die Bundesnetzagentur verhängt wegen verbotener Telefonwerbung Bußgelder in einer Gesamthöhe von 500.000 Euro gegen Callcenter und die Auftraggeber der Anrufe.[88]
- Erfurt/Deutschland: Der ehemalige Ministerpräsident von Thüringen Dieter Althaus (CDU) gibt seinen Wechsel aus der Politik zum österreichischen Automobil-Hersteller Magna International zum 1. Februar bekannt. Mit dem Titel „Vice President“ wird er dort als Lobbyist tätig sein.[89][90]
- London/Vereinigtes Königreich: Der österreichische Unternehmer Alfons Mensdorff-Pouilly wird von der Strafverfolgungsbehörde für schwere Betrugsdelikte im Vereinigten Königreich einvernommen und anschließend verhaftet. Auslöser war ein Korruptionsfall beim britischen Rüstungsunternehmen BAE Systems.[91]
- New York/Vereinigte Staaten: Die Regierung Israels überreicht den Vereinten Nationen ihren angeforderten Untersuchungsbericht zur Operation Gegossenes Blei vom Jahreswechsel 2008/2009 im Gazastreifen. Kern des Berichts ist, dass Israel keine Kriegsverbrechen beging. Zuvor widersprach die nichtstaatliche Organisation Human Rights Watch der Sichtweise der palästinensischen Terrororganisation Hamas zu Raketenangriffen auf zivile Ziele in Israel.[92]
- Taipeh/Taiwan: Der Abschluss eines Rüstungsgeschäfts zwischen Taiwan und den Vereinigten Staaten in Höhe von 6,4 Milliarden US-Dollar wird von der Regierung der Volksrepublik China heftig kritisiert. Der Botschafter der Vereinigten Staaten in Peking wird einbestellt.[93]
- Toyota/Japan: Der Kfz-Hersteller Toyota ruft nach rund 2,3 Millionen Fahrzeugen in den Vereinigten Staaten nun auch rund 1,8 Millionen Fahrzeuge in Europa wegen eines baulichen Fehlers am Gaspedal zurück.[94]

### Samstag, 30. Januar 2010

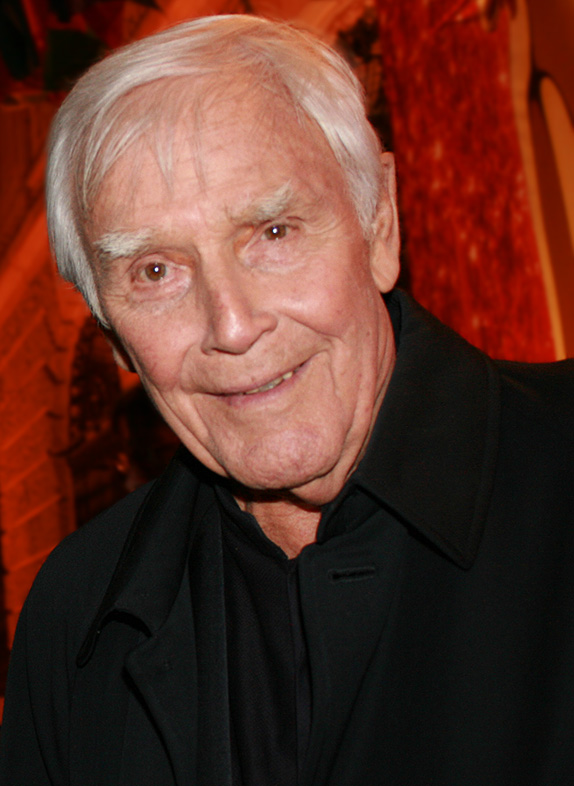
Joachim Fuchsberger

- Abuja/Nigeria: Die Rebellen der Bewegung für die Emanzipation des Nigerdeltas kündigen den mit der Regierung vereinbarten Waffenstillstand und drohen mit neuen Anschlägen.[95]
- Berlin/Deutschland: Der Schauspieler und TV-Moderator Joachim Fuchsberger wird für sein Lebenswerk mit der Goldenen Kamera ausgezeichnet.[96]
- Melbourne/Australien: Die Amerikanerin Serena Williams gewinnt mit einem 6:4, 3:6 und 6:2 gegen die Belgierin Justine Henin zum zweiten Mal in Folge das Damen-Einzel der Australian Open im Tennis.[97]

### Sonntag, 31. Januar 2010

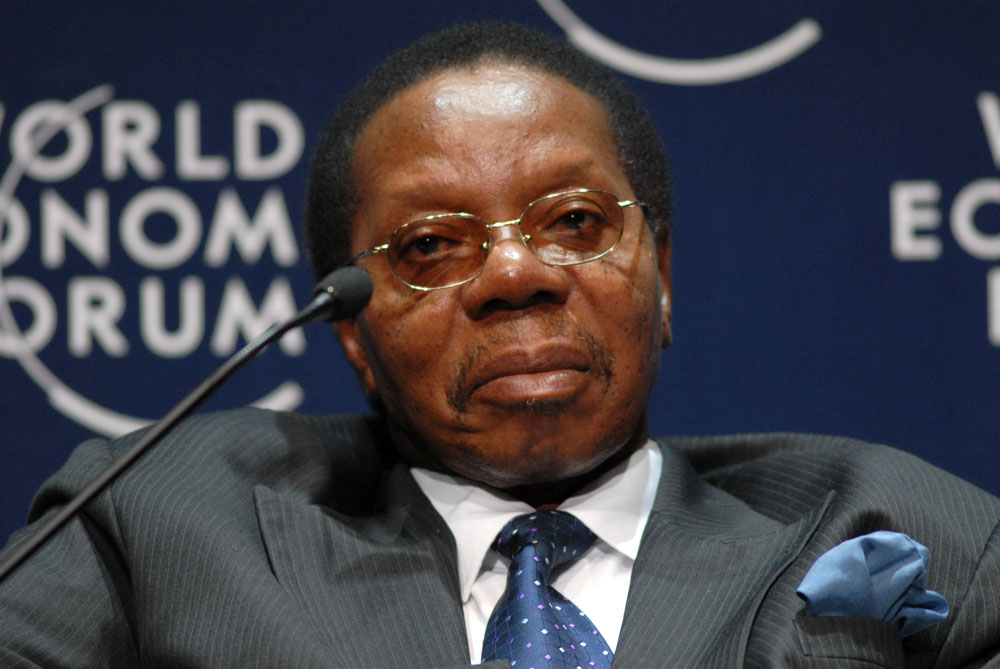
Bingu wa Mutharika

Neue Flagge der AU

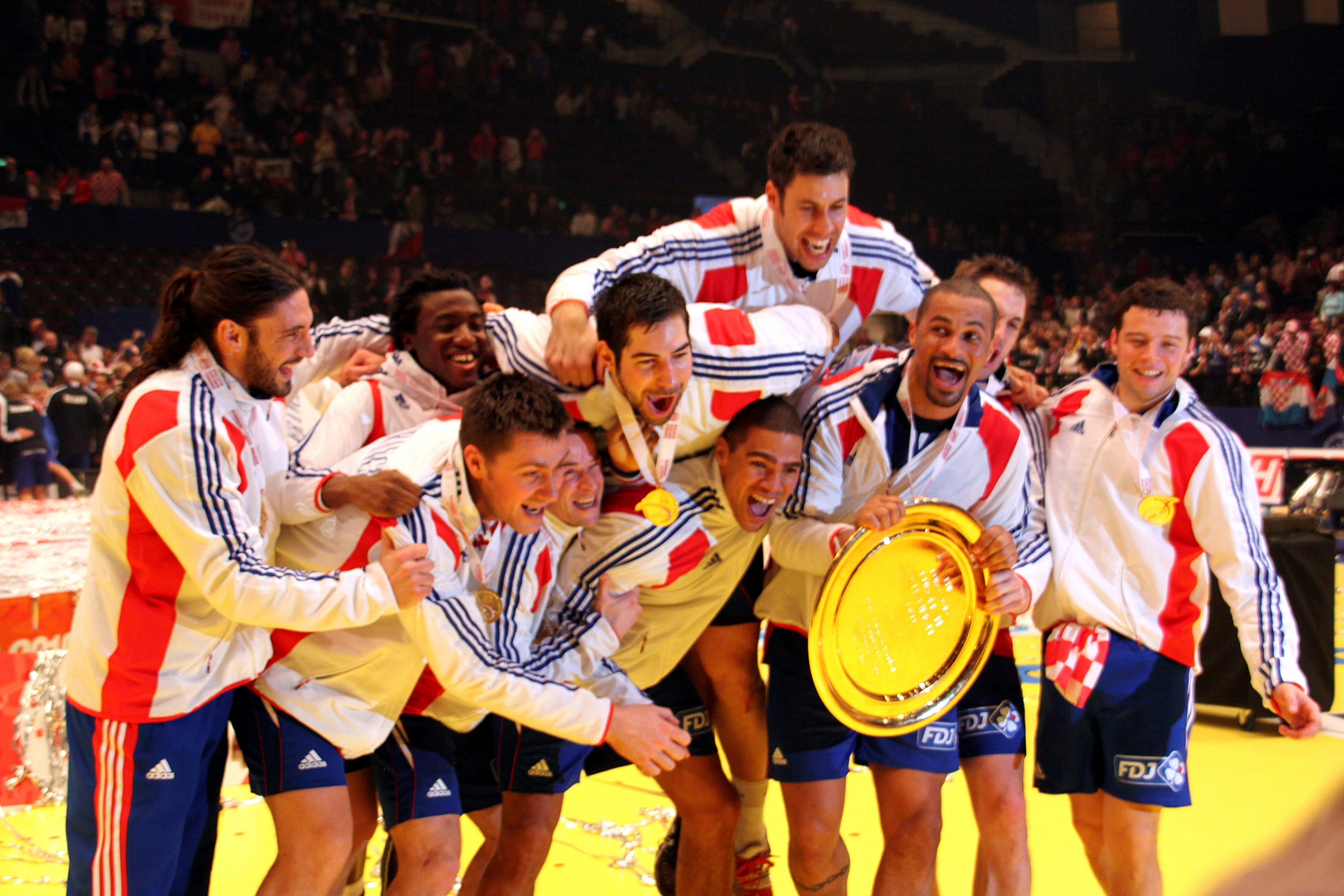
Sieger der Handball-EM: Frankreich

- Addis Abeba/Äthiopien: Der malawische Präsident Bingu wa Mutharika wird für ein Jahr zum Präsidenten der Afrikanischen Union (AU) gewählt. Gleichzeitig nimmt die AU eine neue Flagge an.[98][99]
- Los Angeles/Vereinigte Staaten: Bei der Grammy-Verleihung erhalten Beyoncé Knowles sechs, Taylor Swift vier und die Kings of Leon, die Black Eyed Peas, Jay-Z sowie das Orchester San Francisco Symphony, für seine Interpretation von Werken Gustav Mahlers, jeweils drei Grammy Awards.[100]
- Luanda/Angola: Im Finale der 27. Fußball-Afrikameisterschaft siegt Ägypten 1:0 gegen Ghana und wird damit zum dritten Mal in Folge und zum siebten Mal insgesamt Afrikameister.[101]
- Melbourne/Australien: Durch ein 6:3, 6:4 und 7:6 im Finale gegen den Briten Andy Murray gewinnt der Schweizer Roger Federer zum vierten Mal die Australian Open im Tennis und erringt damit seinen 16. Grand-Slam-Titel im Herreneinzel.[102]
- Wien/Österreich: Im Finale der Handball-Europameisterschaft der Herren besiegt Frankreich das kroatische Team mit 25:21 und wird damit zum zweiten Mal Europameister.[103]

## Weblinks

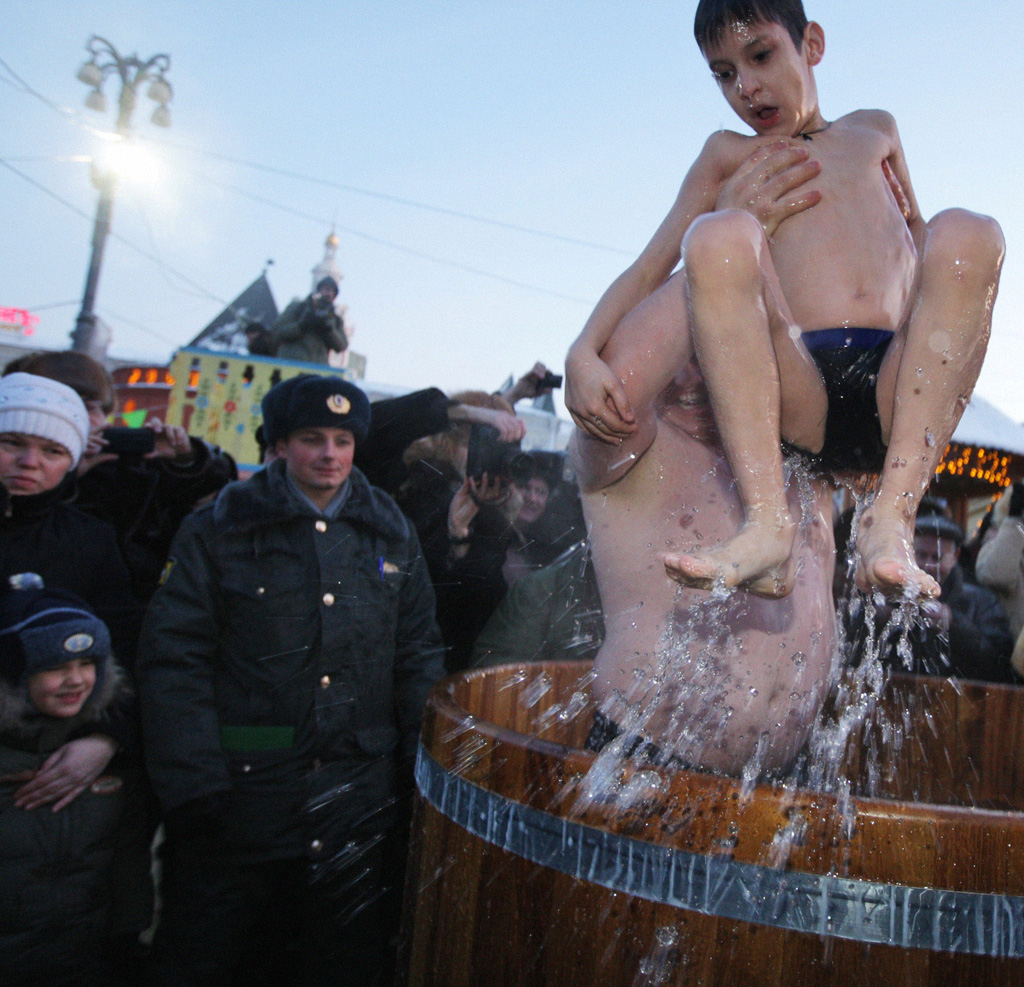
Moskau im Januar 2010